# Kanton Mouzon
Der Kanton Mouzon war bis 2015 ein französischer Wahlkreis im Arrondissement Sedan, im Département Ardennes und in der Region Champagne-Ardenne; sein Hauptort (frz.: chef-lieu) war Mouzon. Die landesweiten Änderungen in der Zusammensetzung der Kantone brachten im März 2015 seine Auflösung. Vertreter im Generalrat des Départements war zuletzt Michel Vicq.
Der Kanton Mouzon war 163,49 km² groß und hatte 6370 Einwohner (Stand: 2012).

## Gemeinden
1. Amblimont
2. Autrecourt-et-Pourron
3. Beaumont-en-Argonne
4. Brévilly
5. Douzy
6. Euilly-et-Lombut
7. Létanne
8. Mairy
9. Mouzon
10. Tétaigne
11. Vaux-lès-Mouzon
12. Villers-devant-Mouzon
13. Yoncq

## Bevölkerungsentwicklung
| 1962 | 1968 | 1975 | 1982 | 1990 | 1999 | 2012 |
| ---- | ---- | ---- | ---- | ---- | ---- | ---- |
| 6119 | 7133 | 7063 | 6837 | 6360 | 6157 | 6370 |